# النشال (فلم)
النشال هو فيلم مصري عُرِض عام 1963م، بطولة فريد شوقي ومحمود المليجي وشويكار وإستفان روستي، ومن إخراج المخرج محمود فريد. وهو أول فيلم يخرجه.

## قصة الفيلم
كمال لص، يعود إلى منزله فيجد بين مسروقاته ساعة لا تعمل، فينحيها جانبًا، ويتضح أن هذه الساعة تحتوي على ميكروفيلم فائق الحساسية لمجموعة من المواقع العسكرية، فيصير مراقبًا من الشرطة ومن الجواسيس أصحاب الساعة.

## طاقم التمثيل
- فريد شوقي: (كمال أبو السعود)
- محمود المليجي: (ميشيل/ مقدم محمد حسن)
- شويكار: (سوزي - من العصابة)
- إستفان روستي: (ادوار - زعيم العصابة)
- زيزي مصطفى: (عفاف)
- سعيد خليل: (جاك - من العصابة)
- ناهد سمير: (والدة عفاف)
- كامل أنور: (محمود الزبال)
- فيكتوريا كوهين: (أم إسماعيل - الخادمة)
- عبد الغني النجدي: (بائع الفول)
- عبد المنعم إسماعيل: (الساعاتي)
- الطوخي توفيق: (من العصابة)
- عبد المنعم بسيوني: (ضابط المباحث)
- حسين إسماعيل: (كمسرى الأتوبيس)
- أحمد شوقي: (ضابط الشرطة)
- ناهد صبري: (راقصة)
- ميمي جمال: (فنانة في البار)
- سميحة محمد: (جارة أم إسماعيل)
- طوسون معتمد: (جار أم إسماعيل)
- إدمون تويما: (بارمان)
- أديب الطرابلسي: (من العصابة)
- عبد الحميد بدوي: (راكب في الأتوبيس)
- عبد المنعم سعودي: (منشول)
- مختار السيد: (ضابط مباحث)

## فريق العمل
- إخراج: محمود فريد
- قصة: أحمد الملا
- سيناريو: أحمد الملا، عبد الحي أديب
- حوار: محمد أبو يوسف
- مدير التصوير: مصطفى حسن
- مونتاج: حسين أحمد
- إنتاج: رؤوف يزدي
- توزيع داخلي: عبد الرحيم يزدي
- توزيع خارجي: فواز إخوان